# Orange County, North Carolina
Orange County är ett administrativt område i delstaten North Carolina, USA, med 133 801 invånare. Den administrativa huvudorten (county seat) är Hillsborough.

## Geografi
Enligt United States Census Bureau har countyt en total area på 1 039 km². 1036 km² av den arean är land och 3 km² är vatten.

### Angränsande countyn
- Person County - nordost
- Durham County - öster
- Chatham County - söder
- Alamance County - väster
- Caswell County - nordväst